# Михневский проезд
Ми́хневский проезд (до 30.07.1982 г. — проектируемый проезд № 5425) — улица на юге Москвы в районе Бирюлёво Восточное от Михневской улицы до Загорьевского проезда. Нумерация домов начинается от Михневской улицы, все дома имеют индекс 115547.

## История
Проезд проложен при застройке микрорайона в начале 1980-х годов, название дано по Михневской улице, которая получила название по посёлку городского типа Михнево в Московской области, утверждено 30 июля 1982 года.

## Здания и сооружения
- д. 1 — храм Входа Господня в Иерусалим, рассчитанный на 200 человек. Построен в 2011—2013 годах по «Программе строительства 200 храмов в Москве». Инвестор: ОАО «Московский комбинат хлебопродуктов». Со стороны главного фасада пристроена звонница. Первое богослужение состоялось 6 января 2013 года в сочельник Рождества Христова. 
Это единственный храм на весь район Бирюлёво
- Ранее была построена часовня на месте будущего храма Входа Господня в Иерусалим[4]. Воздвигнута 9 октября 2009 года, по совместному решению Префектуры ЮАО, Управы района Бирюлёво Восточное и Храма иконы Божией Матери «Живоносный Источник» в Царицыно.

## Транспорт

### Автобус
| м88:  | Платформа Бирюлёво-Пассажирская • Царицыно         |
| с809: | Станция Бирюлёво-Товарная • 6-й микрорайон Загорья |

«→» — остановки проходятся только при движении в прямом направлении; «←» — остановки проходятся только при движении в обратном направлении.